# Clathria lipochela
Clathria lipochela är en svampdjursart som beskrevs av Burton 1932. Clathria lipochela ingår i släktet Clathria och familjen Microcionidae. Inga underarter finns listade i Catalogue of Life.